# Scrancia accipiter
Scrancia accipiter är en fjärilsart som beskrevs av William Schaus 1893. Scrancia accipiter ingår i släktet Scrancia och familjen tandspinnare. Inga underarter finns listade.